# Push 2 Start
Push 2 Start è un singolo della cantante sudafricana Tyla, pubblicato il 9 ottobre 2024 come primo estratto dalla riedizione del primo album in studio Tyla+.

## Video musicale
Il video, diretto da Aerin Moreno, è stato reso disponibile il 7 novembre 2024 attraverso il canale YouTube dell'artista ed è finito in lizza per l'MTV Video Music Award al miglior video afrobeats.

## Tracce
Testi e musiche di Tyla Seethal, Ariowa Irosogie, Corey Marlon Lindsay-Keay, Imani Lewis, James McCarthy e Samuel Awuku.
Download digitale, streaming
1. Push 2 Start – 2:36

Download digitale, streaming – remix
1. Push 2 Start (con Sean Paul) (Remix) – 3:07

## Formazione
- Tyla – voce, cori
- Sjo – chitarra
- Sammy Soso – cori, produzione
- Arin PenSmith – cori
- Believve – cori
- Mocha – cori
- Charlie Rolfe – ingegneria del suono
- Ebenezer Maxwell – ingegneria del suono, registrazione
- Colin Leonard – mastering
- Leandro "Dro" Hidalgo – missaggio
- Oscar Cornejo – registrazione

## Classifiche
| Classifica (2025)   | Posizione massima |
| ------------------- | ----------------- |
| Australia           | 44                |
| Canada              | 70                |
| Emirati Arabi Uniti | 16                |
| Filippine           | 17                |
| Giamaica            | 1                 |
| Grecia              | 18                |
| Irlanda             | 60                |
| Libano              | 8                 |
| Nuova Zelanda       | 20                |
| Paesi Bassi         | 38                |
| Portogallo          | 99                |
| Regno Unito         | 23                |
| Stati Uniti         | 88                |
| Sudafrica           | 11                |
| Svizzera            | 55                |

## Date di pubblicazione
| Paese                 | Data             | Formato                      | Versione  | Etichetta  | Nota   |
| --------------------- | ---------------- | ---------------------------- | --------- | ---------- | ------ |
| Mondo                 | 9 ottobre 2024   | Download digitale, streaming | Originale | Fax, Epic  | [ 20 ] |
| Regno Unito           | 18 ottobre 2024  | Urban contemporary           | Originale | Fax, Epic  | [ 21 ] |
| Italia                | 25 ottobre 2024  | Contemporary hit radio       | Originale | Sony Italy | [ 22 ] |
| Stati Uniti d'America | 29 ottobre 2024  | Rhythmic crossover           | Originale | Fax, Epic  | [ 23 ] |
| Stati Uniti d'America | 28 gennaio 2025  | Contemporary hit radio       | Originale | Fax, Epic  | [ 24 ] |
| Mondo                 | 14 febbraio 2025 | Download digitale, streaming | Remix     | Fax, Epic  | [ 25 ] |